# Hoplodrina albescens
Hoplodrina albescens är en fjärilsart som beskrevs av Edward Alfred Cockayne 1954. Hoplodrina albescens ingår i släktet Hoplodrina och familjen nattflyn. Inga underarter finns listade i Catalogue of Life.